# Hoogezand-Sappemeer
Hoogezand-Sappemeer (anhörenⓘ) ist eine ehemalige Gemeinde in der Provinz Groningen in den Niederlanden. Bis zur Auflösung der Gemeinde lebten in Hoogezand-Sappemeer 34.161 Einwohner (Stand: 31. Dezember 2017) auf 72,99 km², die meisten von ihnen im Zwillingsdorf Hoogezand-Sappemeer, wo sich auch die Ortsverwaltung befindet. Weitere Dörfer in der ehemaligen Gemeinde sind Kropswolde und Kiel-Windeweer.
Nach dem Zusammenschluss mit den ehemaligen Gemeinden Menterwolde und Slochteren bildet sie mit diesen seit dem 1. Januar 2018 die neue Gemeinde Midden-Groningen.

## Geschichte
Das Gemeindegebiet gehörte im Mittelalter zum Gorecht und stand unter der Gerichtsbarkeit der Stadt Groningen. Damals existierten nur die heutigen Ortsteile Westerbroek und Kropswolde als kleine Kirchspiele. Der Rest des Gebiets war überwiegend Moorlandschaft. Im 17. Jahrhundert begann man dann mit der Moorkolonisierung und gründete die Dörfer Hoogezand und Sappemeer. 1949 schlossen sich beide Gemeinden zusammen. Im regionalen Entwicklungsplan Groningen-Assen 2030 sind in der Gemeinde zahlreiche Wohnungsbaumaßnahmen vorgesehen. Hoogezand-Sappemeer soll bis 2030 auf 45.000 Einwohner anwachsen.

## Verkehr
Die Autobahnstrecke 7 (Europastraße 22) (Amsterdam-Groningen-Deutschland) führt durch die Gemeinde. Auch gibt es eine Eisenbahnlinie mit Verbindungen nach Groningen, Nieuweschans und Leer (Bahnstrecke Leer–Groningen). Es gibt vier Bahnhöfe an dieser Strecke in der Gemeinde, nämlich Kropswolde, Martenshoek, Hoogezand-Sappemeer und Sappemeer Oost. In Martenshoek und Hoogezand-Sappemeer hält jeder Zug, an den anderen Bahnhöfen nur einmal pro Stunde.

## Politik

### Sitzverteilung im Gemeinderat
Der Gemeinderat hatte 23 Sitze. Die Sozialistische Partei war die größte, aber im Gemeindevorstand nahmen, neben der Sozialdemokratischen PvdA und der Grünen Groenlinks auch die Liberale VVD und die Christlich-Demokratische CDA Platz.
| Partei                          | Sitze | Sitze | Sitze | Sitze |
| Partei                          | 2002  | 2006  | 2010  | 2014  |
| ------------------------------- | ----- | ----- | ----- | ----- |
| SP                              | —     | —     | —     | 5     |
| PvdA                            | 6     | 11    | 8     | 3     |
| VVD                             | 4     | 2     | 3     | 3     |
| HS Centraal!                    | —     | —     | —     | 3     |
| Roodgewoon                      | 1     | 1     | 2     | 2     |
| D66                             | 0     | —     | 2     | 3     |
| ChristenUnie                    | 1     | 1     | 2     | 1     |
| GroenLinks                      | 3     | 3     | 2     | 2     |
| CDA                             | 2     | 2     | 2     | 1     |
| Lokaal Centraal                 | 4     | 2     | 2     | —     |
| Progressief Hoogezand-Sappemeer | 2     | 1     | —     | —     |
| Gesamt                          | 23    | 23    | 23    | 23    |

### Bürgermeister
Zuletzt war Peter de Jonge (PvdA) Bürgermeister der Gemeinde.

## Sehenswürdigkeiten
- Der See Zuidlaardermeer (Campingplätze, Yachthafen, Ferienwohnungen, Vogelschutzgebiete an den Ufern)

## Bilder

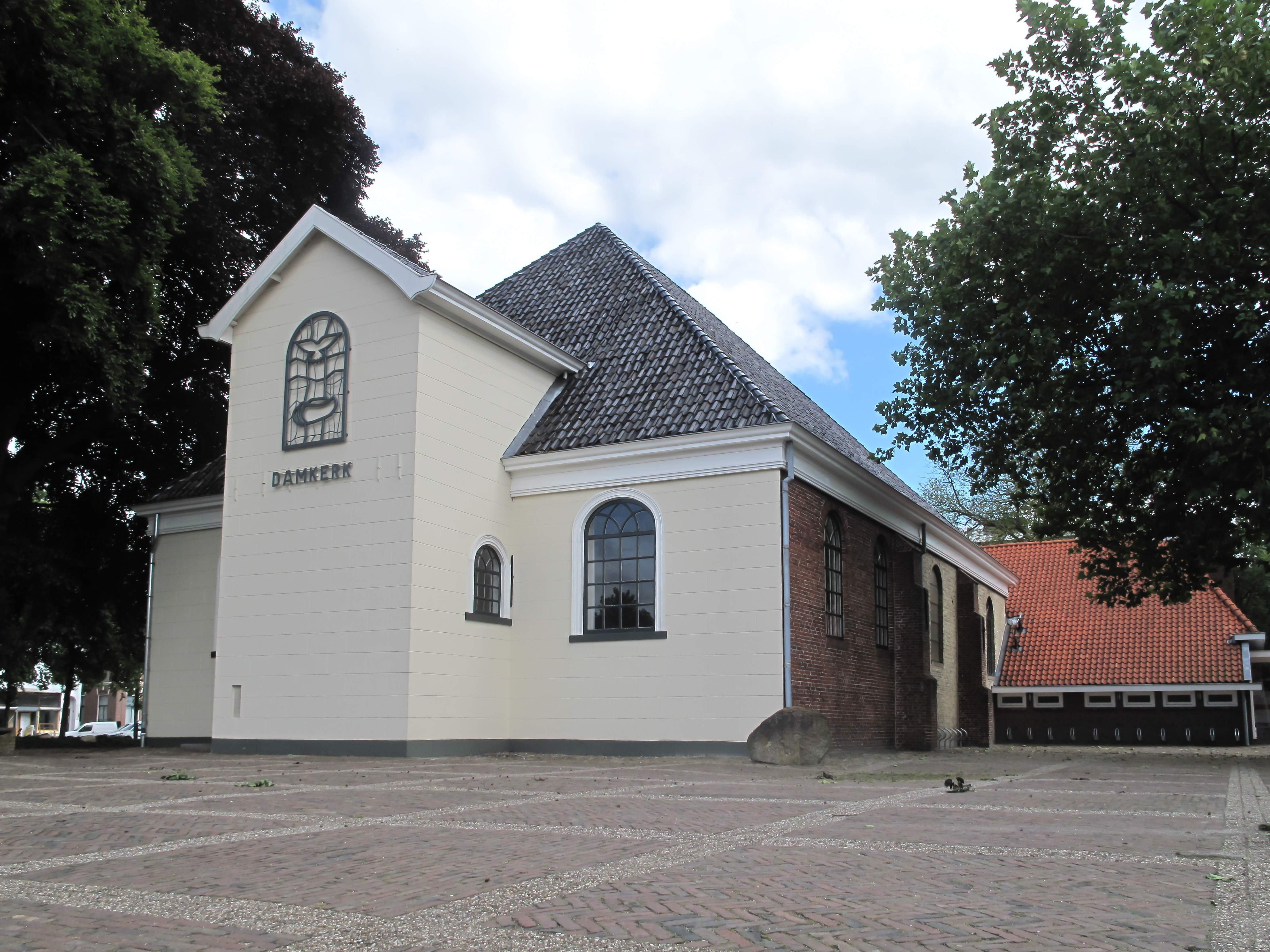
Hoogezand, Kirche: (Damkerk)
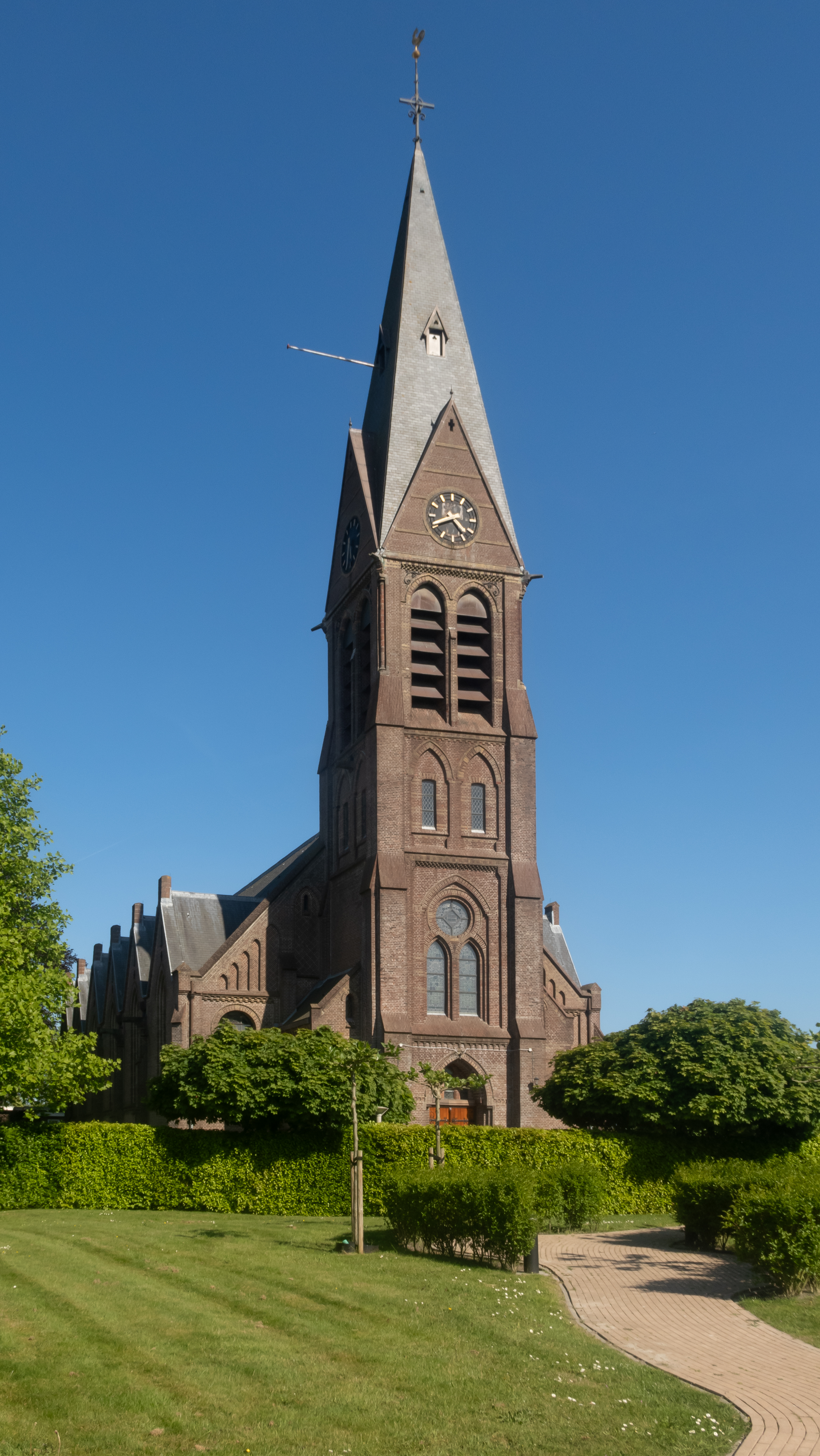
Sappemeer, Kirche (Sint Willibrorduskerk)
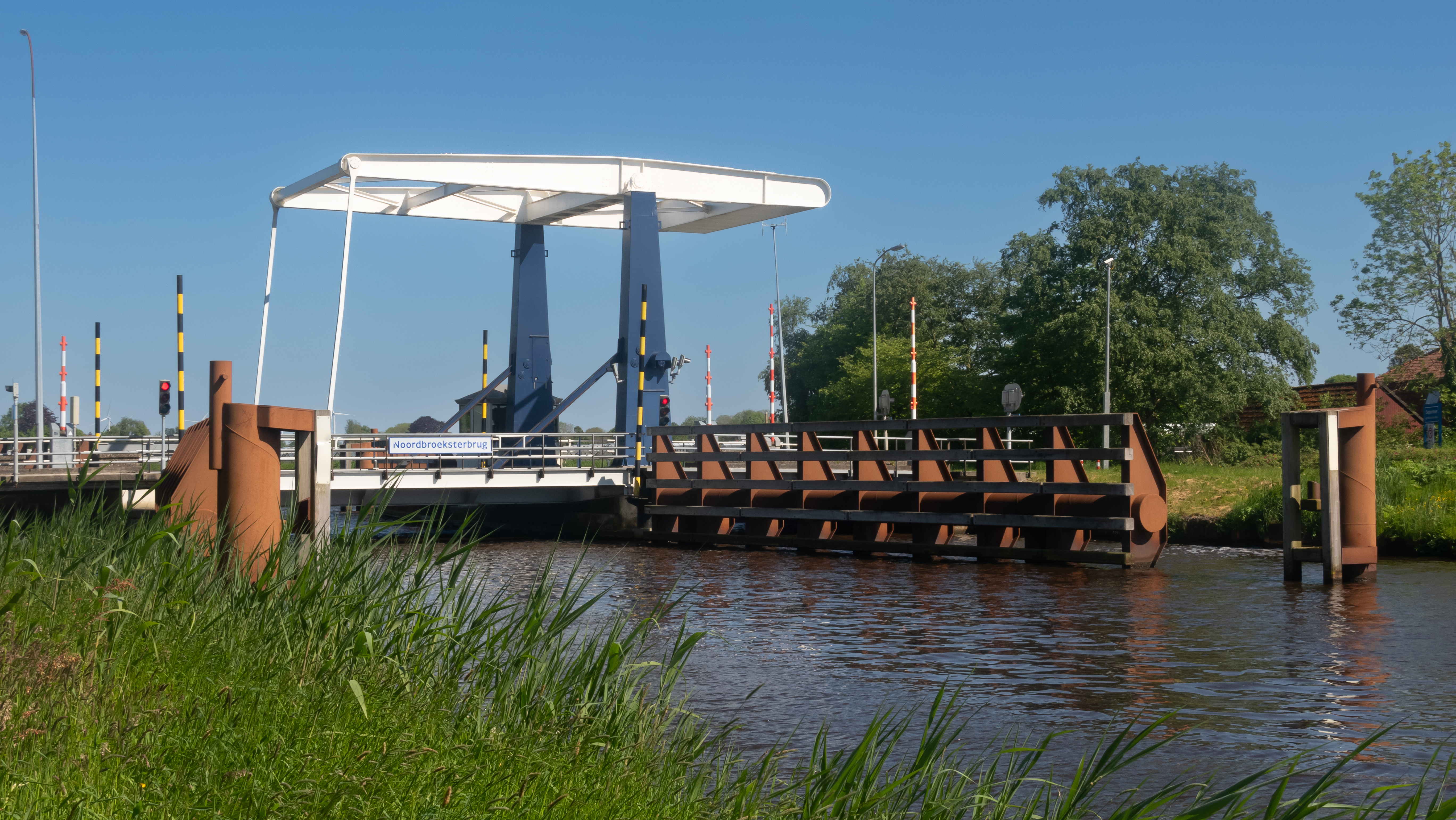
Sappemeer, Brücke: die Noordbroeksterbrug
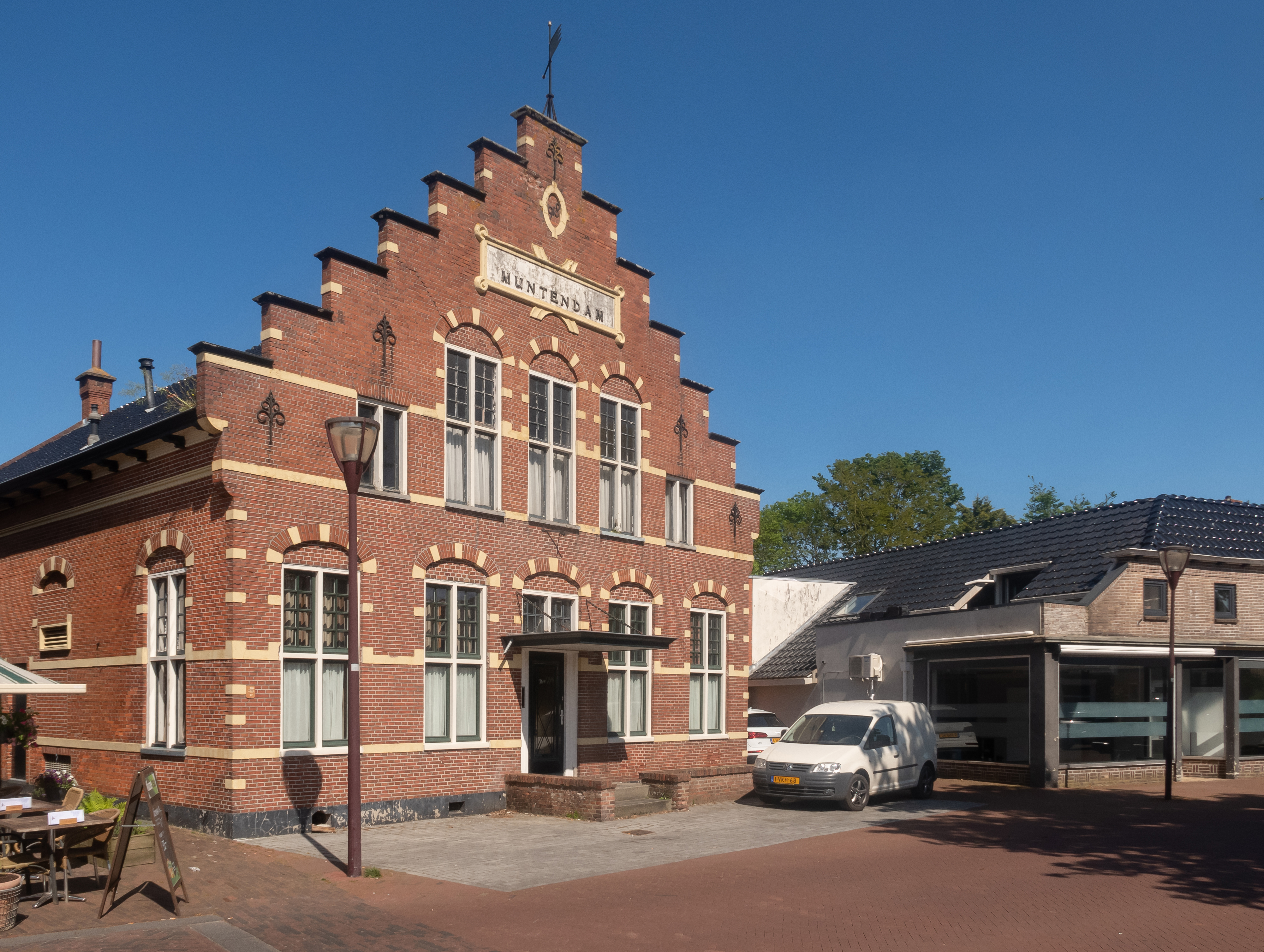
Muntendam, Altes Rathaus
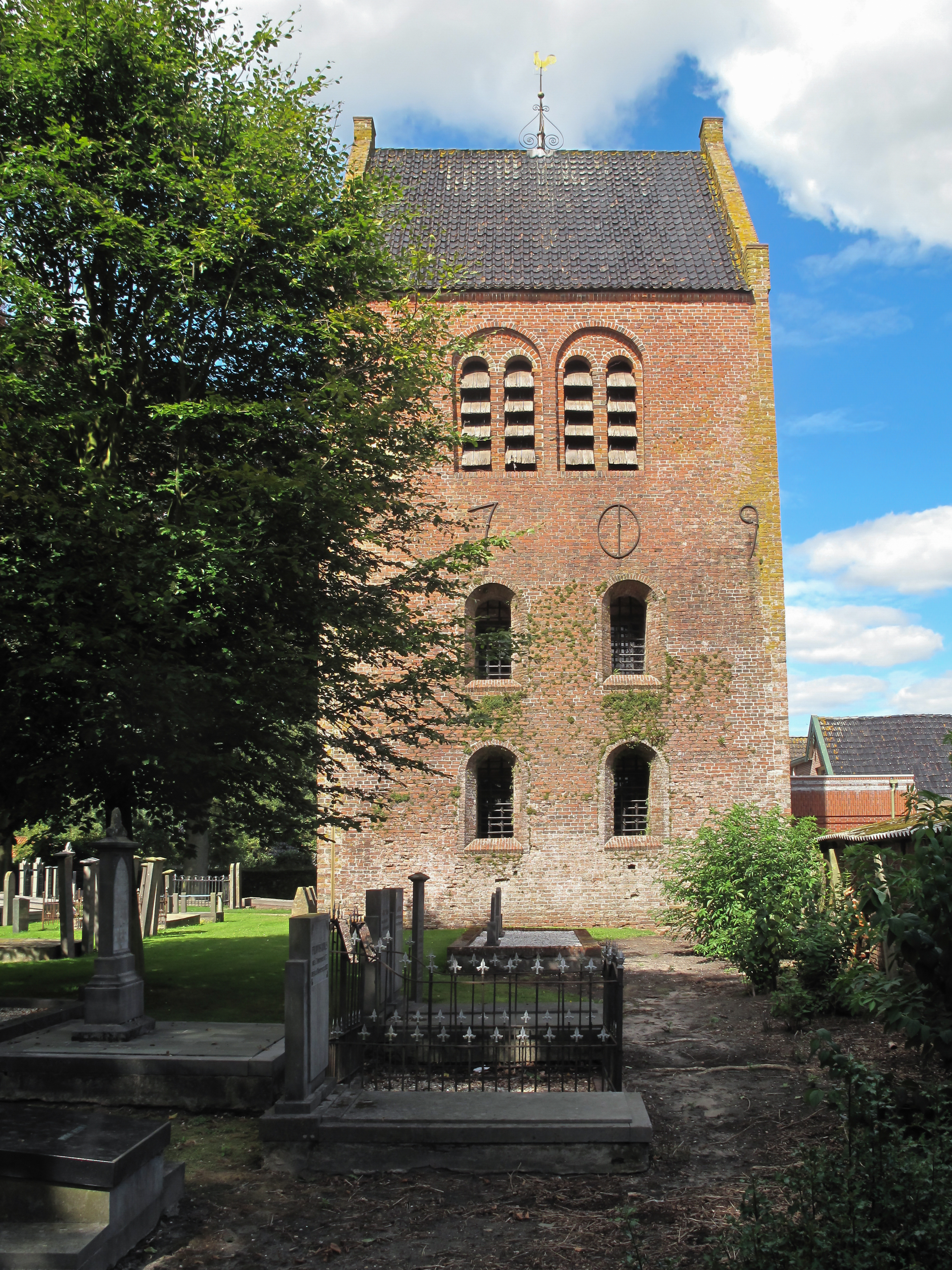
Zuidbroek, Uhrturm der reformierte Kirche
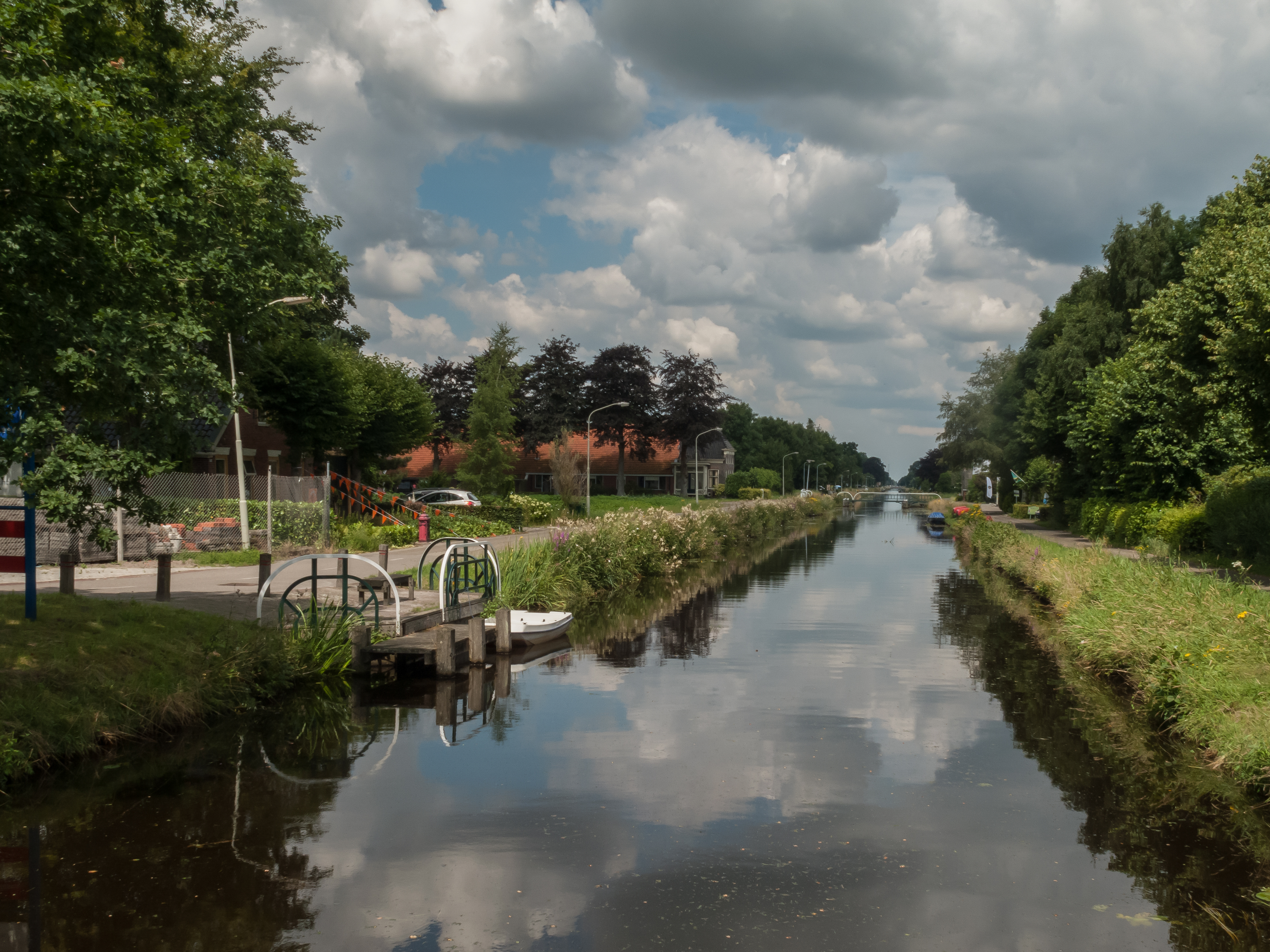
Kiel-Windeweer, Blick auf der Bauerschaft

## Geboren in Hoogezand-Sappemeer
- Aletta Jacobs (9. Februar 1854 bis 10. August 1929), Feministin
- Geerat Vermeij (* 1946 in Sappemeer), Paläontologe und Zoologe
- Jan-Egbert Sturm (* 1969 in Sappemeer), Ökonom und Hochschullehrer
- Koert Thalén (* 16. Februar 1987), Fußballspieler
- Marianne Timmer (* 3. Oktober 1974), Eisschnellläuferin, dreifache Olympiasiegerin